# Улица Вильгельма де Геннина (Екатеринбург)
Виды с высоты
У́лица Вильге́льма де Ге́ннина — улица в Академическом районе города Екатеринбурга. Первая очередь улицы от Объездной автодороги до проспекта Академика Сахарова была построена в 2007-2009 годах и в дальнейшем продлена до улицы Академика Парина. На 2024 год она продолжает застраиваться на различных участках и является одной из главных улиц жилого района «Академический». Генеральным планом города Екатеринбурга на период до 2045 года (в редакции, утверждённой 01.06.2023 года) улица Вильгельма де Геннина отнесена к магистральным улицам общегородского значения.
Улица названа в честь одного из основателей города Екатеринбурга — военного инженера Вильгельма де Геннина. Название присвоено  постановлением главы города от 22 июня 2009 года за № 2523. В период своего строительства будущая ул. Вильгельма де Геннина носило проектное название «продолжение улицы Серафимы Дерябиной».
Улица Вильгельма де Геннина соединяет строящийся жилой район «Академический» с жилым районом «Юго-Западный», является крупной автомагистралью и одной из главных транспортных артерий жилого района «Академический».
Улица Вильгельма де Геннина стала первой улицей города, оборудованной велосипедной дорожкой. Генеральный план Екатеринбурга предполагает реконструкцию улицы на всех участках и дальнейшую её застройку жилыми микрорайонами и дополнительной социальной инфраструктурой.

## Описание
Улица начинается от автомобильного кольца в конце улицы Серафимы Дерябиной. Пересекает территорию Академического административного района города, а также улицы Академика Вонсовского, Краснолесья, Павла Шаманова и проспект Академика Сахарова. Оканчивается переходом в улицу Академика Вавилова после пересечения с улицей Академика Парина.
На нечётной стороне улицы располагается Преображенский парк с одноимённым прудом. Обе стороны улицы заняты жилой застройкой микрорайонного типа (до 25 этажей). В 2023 году начата комплексная застройка улицы на новых участках между улицами Краснолесья и Академика Вонсовского (квартал «Первый Академ» и жилой комплекс «Старт»). Также ожидает застройки чётная сторона улицы на участке между улицами Павла Шаманова и проспектом Сахарова (её согласно генеральному плану Екатеринбурга на период до 2045 года планируется отдать под зону смешанной и общественно-деловой застройки).
Согласно новому генеральному плану города (утверждённом в 2023 году) в период не позднее 2030 года должны быть реконструированы четыре участка улицы длиной 0,27 км (ТИ.1.1.177), 0,58 км (ТИ.1.1.735) и 1,66 км (ТИ.1.1.752) и 0,28 км (ТИ.1.1.768)

## История
Строительство трассы улицы (на три полосы движения в каждую сторону) было начато летом 2007 года. Генеральным подрядчиком на объекте выступил трест «Уралтрансспецстрой». Улица Вильгельма де Геннина хронологически стала первой улицей нового жилого района Академический. 
Уже к осени 2008 года был проложена (но не заасфальтирована) первая очередь улицы от Объездной автодороги до ул. Краснолесья длиной около 2 км, а до конца 2009 года была готов участок между улицами Краснолесья и проспекта Академика Сахарова. В июне 2009 года пресс-служба администрации Екатеринбурга сообщила, что улица соединена с Объездной автодорогой. К концу этого же года были сданы первые жилые дома на де Геннина (квартал № 2.3, по официальной почтовой нумерации дома № 31 и 33). Улица де Геннина стала первой улицей Екатеринбурга оснащённой современными велодорожками. 
В октябре 2009 года на улице была высажена кедровая аллея из 18 сибирских кедров.
В июле 2018 года объявлен аукцион на исполнение работ по строительству улицы от проспекта Сахарова до улицы Тимофеева-Ресовского (переименована в улицу Академика Парина), который позднее был выполнен в полном объеме.
К 2023 году на улице была проложена и открыта трамвайная линия, соединившая её с остальной трамвайной сетью города. Налажено движение нескольких автобусных маршрутов.

## Примечательные здания и сооружения
В здании под № 61 по улице находится Благовещенский храм Святых Божиих строителей, построенный в 2011—2015 годах в стиле «уральского барокко» на берегу реки Патрушихи. Своей архитектурой храм напоминает церкви Верхотурья и Соликамска времён наивысшего расцвета этого стиля в XVIII веке. Здание храма — двухуровневое. На первом, основном ярусе размещены главный храм во имя Алексия, митрополита Московского, и два придельных: во имя святого Иоасафа Белгородского и святого Афанасия Афонского. В нижнем ярусе находятся крестильный храм, ризница, трапезная, выставочный зал и зал собраний. Храм является хронологически вторым подобным сооружением в Академическом административном районе (первым стал Храм во имя Святого равноапостольного князя Владимира, 2006—2011), но самым крупным в районе и первым в пределах территории застройки КОТ Академический от девелопера РСГ.
В ноябре 2023 года на пересечении улицы де Геннина и проспекта Сахарова начали строительство комплекса зданий Академического районного суда, в которых разместят 10 участковых мировых судей и 30 залов судебных заседаний. По словам председателя комитета по государственному строительству и законодательству Государственной думы Павла Крашенинникова этот комплекс является первым новым судом, который создают с нуля в современной истории России. Ввод в эксплуатацию суда намечен на 2025 год.

## Транспорт
По улице осуществляют перевозки несколько автобусных маршрутов, связывающих улицу с жилыми районами Юго-Западный, Широкая Речка и др. В 2021 году началось строительство трамвайной линии по этой улице, срок сдачи был намечен  назначен на 2023 год, к 300-летию Екатеринбурга, однако линия была открыта 23 декабря 2023 года. Генеральным планом города запланировано продление ветки в южную часть Академического, а также строительство ответвления трамвайной линии от улицы де Геннина по проспекту Сахарова для связи Академического с жилым районом Широкой Речки.